# 李輈
李輈（1490年—1545年），字文輿，號過斋，广东广州府番禺縣人，明朝政治人物。

## 生平
治《詩經》，行四，由國子生中式癸酉科（1513年）廣東鄉試第三十名舉人，年三十四歲中式嘉靖二年（1523年）癸未科會試第四十名，第三甲第四十八名進士。授福建侯官县知县，升南京刑部主事，历郎中，出为江西袁州府知府。

## 家族
曾祖李效廉，壽官。祖父李璨。父李潤，壽官。母鄭氏。具庆下。兄輅、輦、轼。